# Bílá defenzivita
Bílá defenzivita (white defensiveness) je termín popisující obranné reakce bělochů na diskuse o společenské diskriminaci, strukturálním rasismu a privilegiích bělochů. Tento termín se používá k charakterizování reakcí bělochů na vyobrazení obchodu s atlantickými otroky a evropské kolonizace světa nebo na vědecké práce o dědictví těchto systémů v moderní společnosti. Akademici a historici identifikovali několik forem bílé defenzivity. Patří mezi ně včetně bílé popírání (white denial), bílý odklon (white diversion) a bílá křehkost (white fragility), přičemž poslední z nich zpopularizovala vědkyně Robin DiAngelová.

## Definice
Bílá defenzivita popisuje některé z vnímaných reakcí, když jsou běloši konfrontováni s rasou a rasismem. Akademici navrhli podtypy bílé popírání (white denial), bílý odklon (white diversion) a bílá křehkost (white fragility). Existují také různé kontexty a popisy toho, co může být příčinou projevů této předpokládané defenzivity. Například politologové Angie Maxwellová a Todd Shields navrhli, že zkoumání bílých privilegií "vyvolává bílou defenzivitu".
Akademici, jako jsou Robin DiAngelová, Julia Chinyere Oparahová, George Yancy a Leah Gaskin Fitchueová, ve svých pracích podrobně popsali rozsah toho, co definují jako bílé defenzivní reakce.

### Podtypy

#### Bílé popírání
Bílé popírání bylo identifikováno jako obranná reakce bělochů, při níž je popírána nebo bagatelizována realita nerovnosti. Může nabývat různých podob, včetně tvrzení, že rasismus prostě neexistuje. Historicky se objevily i extrémnější formy, jako například tvrzení, že otroctví ve Spojených státech bylo blahodárným systémem, nebo dokonce mělo na Afroameričany civilizační účinek. V roce 2015 napsala profesorka Leah Gaskin Fitchueová:
Popírání je ze své podstaty obranným mechanismem, zkreslením reality, klamnou projekcí, která má přetvořit realitu tak, jak si ji člověk přeje vidět. Studie Jamese Perkinsona White Theology (Teologie bílých) se staví proti bílému popírání tím, že (obdobně jako (James H. Cone) vyzývá k "bílé teologii odpovědnosti, podle níž musí být vážné zabývání se historií a kulturou základem každé americké projekce integrity"...
Profesor George Yancy hovořil o svých zkušenostech s bílým popíráním v akademickém prostředí a v rámci reakcí na své práce, jako je jeho článek z roku 2015 Dear White America (Drahá bílá Ameriko). Profesorka Julia Chinyere Oparah na základě svého výzkumu z roku 1998 navrhla, že když "bílé feministky přestanou reagovat na výzvy černých žen protiútokem a obranou", může antirasistické úsilí pokročit "za hranice bílého popírání" tím, že "uznají, že bílé feministky jako jednotlivci často umlčují, ignorují nebo jinak utlačují černé ženy".
Robin DiAngelo tvrdí, že společenský tlak na osoby s jinou barvou pleti, aby se "přizpůsobily bílé křehkosti", umožňuje jiné formy bílé defenzivy, zejména "bílé popírání".

#### Bílý odklon
Bílý odklon je termín, který vymyslel akademik Max Harris a který označuje jev, kdy běloši mohou bránit dialogu nebo uznání diskriminace na základě rasy tím, že toto téma přesměrují nebo přirovnají k jiným sociálním problémům. Tato navrhovaná forma bílé defenzivity se může snažit přeorientovat vinu na lidi jiné barvy pleti a domorodé obyvatele, místo aby se zabývala rolí bělochů. Harris, výzkumný pracovník Oxfordské univerzity, naznačuje, že "když se začne mluvit o rasismu nebo kolonizaci, konverzace ztroskotá".

#### Bílá křehkost
Akademička Robin DiAngelová vyslovila teorii, že je mainstreamová definice rasismu příčinou prakticky veškeré bílé defenzivity. A to proto, že tato definice předpokládá vědomou "zákeřnost". DiAngelová, která na počátku roku 2010 přišla s termínem "bílá křehkost" a později v roce 2018 vydala knihu White Fragility (Bílá křehkost), popisuje "bílou křehkost" jako řadu obranných reakcí bělochů. Podle Robin DiAngelové reagují běloši na "rasový stres" "vnějšími projevy emocí, jako je hněv, strach a pocit viny, a chováním, jako je hádka, mlčení a odchod ze stresující situace". DiAngelová vyslovila teorii, že tato reakce slouží k "obnovení rasové rovnováhy bělochů". Od té doby byl tento termín analyzován v akademické sféře a popisován v médiích jako specifická škála projevů mnoha bělochů v řadě historických prostředí až do moderní doby. Tento termín je často spojován s myšlenkou strukturálního rasismu. Publicista Carlos Lozada z Washington Post tuto koncepci podpořil, ale knihu DiAngelové označil za chybnou.
Novinář Peter Baker tvrdí, že "bílá křehkost" se může projevovat mlčením nebo uzavíráním se do sebe, popíráním, obviňováním z rasismu naruby, ale i rozčilením, hněvem nebo vztekem na mezilidské úrovni. Tuto druhou individualistickou formu reakce však nelze zaměňovat s termíny bílý odpor (white backlash) nebo bílý hněv (white rage), které označují vylučující nebo násilné skupinové reakce některých bělochů na společenský pokrok lidí jiné barvy pleti.

## Historie

### Evropský kolonialismus a otroctví
Člen Oxfordské univerzity Max Harris pozoroval tento jev v politice Nového Zélandu. Tuto formu bílé defenzivity označuje jako "odklon", kdy někteří evropští Novozélanďané odvádějí pozornost na éru před evropskou kolonizací a přisuzují Maorům nesouvisející vinu nebo odpovědnost.
V roce 1800 způsobila neúspěšná vzpoura, kterou plánoval otrok Gabriel Prosser, jak pokles podpory protiotrokářských spolků, které podávaly petice proti strukturálnímu rasismu, tak zvýšení bílé defenzivity na Horním Jihu Spojených států amerických. V post-otrokářských Spojených státech historicky docházelo k frustraci afroamerických komunit z bílé defenzivity a jejích důsledků, které způsobovaly nedostatek odpovědnosti.

### Studium jevu
Řada studií zkoumala, jak bílá defenzivita působí v oblastech společnosti, jako je vzdělávání.
Výzkum profesorky Cynthie Levine-Raskyové z roku 2011 ukázal, jak je u tradičních kandidátů na učitele na Západě často přítomna nevědomá bílá defenzivita. Bílá defenzivita byla akademicky zkoumána v kontextu doby po zvolení Donalda Trumpa.

## Typy projevů

### Obviňování z rasismu naruby
Formou obrany může být trvání na relativistickém pohledu na dějiny, kdy jsou běloši také oběťmi historického útlaku a rasismu. Koncem 90. let 20. století pozoroval profesor Paul Orlowski vznik bílé defenzivity v dělnických komunitách Britské Kolumbie, kde zkoumání strukturálního rasismu v provincii vedlo k obvinění z "protibělošského postoje".

### Terminologické překážky
Někteří tvrdí, že používání technických termínů z kritické teorie (např. "bílé privilegium", "křehkost") může bránit správnému zapojení do sociálních jevů spojených se strukturálním rasismem. Jak uvedla profesorka Lauren Michele Jacksonová, v roce 2019 spisovatelka Claudia Rankineová upustila od pokusů dokumentovat rozhovory s bílými muži, kvůli jejímu dojmu, že používání přesné terminologie ve skutečnosti představuje určitou překážku pokroku a dále přispívá k bílé defenzivitě.